# Musicalfilm
De musicalfilm, filmmusical of muziekfilm is een filmgenre waarin een mengsel van dans en gezongen liederen (die door de personages worden gezongen) in het verhaal worden verweven (soort van zangspel). De liedjes worden gebruikt om de plot vooruit te helpen of om de ontwikkeling van de karakters te verduidelijken. Een subgenre van de musicalfilm is de musicalkomedie, die een sterk humoristisch element toevoegt aan het verhaal.
De musicalfilm was een natuurlijke voortvloeiing uit het musicaltheater. Het grootste verschil tussen film en theater is het gebruik van veel decors en verschillende locaties, wat in een theater onpraktisch tot onmogelijk zou zijn. De musicalfilms bevatten meestal wel overeenkomsten met theater: de acteurs zingen meestal hun lied en dans alsof er een publiek aanwezig is. In zekere zin wordt bij film de kijker het aanwezige publiek, aangezien de acteur regelmatig direct in de camera kijkt om zijn gevoelens te uiten terwijl hij/zij zingt. Het lijkt wel of het publiek een soort van geheime 'vriend' is aan wie de speler zijn gevoelens kwijt kan.

## Geschiedenis
In de eerste geluidsfilm The Jazz Singer uit 1927 met Al Jolson werd voor het eerst gewerkt met gezongen muziek, er werd in vier sequenties gezongen. In 1928 gaf Warner Bros. de release uit van de volledig gesproken film Lights of New York van Bryan Foy, waarin een muzikale sequentie zat in een nachtclub. Het enthousiasme van het publiek was zo groot dat in minder dan een jaar alle belangrijkste studio's uitsluitend films met geluid maakten. De eerste film die kan worden omschreven als filmmusical was The Broadway Melody van Harry Beaumont, die meteen ook een enorme hit werd en de Academy Award voor Beste Film won in 1929.
Er waren al gauw heel veel verschillende filmmusicals, waaronder drama's maar ook komedies. Eind 1930 was het publiek oververzadigd van filmmusicals en de studio's werden gedwongen om de gezongen muziek uit de films te snijden die toen werden vrijgegeven. Als voorbeeld hierbij Life of the Party uit 1930, oorspronkelijk bedoeld als volledige kleurenfilm en volledig gesproken filmmusical. Alvorens de film werd vrijgegeven werden de liederen echter verwijderd. Hetzelfde gebeurde bij Fifty Million Frenchmen (1931) en Manhattan Parade (1932). Het publiek begon al snel kleur met filmmusicals te associëren en zo resulteerde de daling in de musicalpopulariteit ook in een daling in het gebruik van kleur.
In 1933 kende de filmmusical weer een heropleving, regisseur/choreograaf Busby Berkeley (1895-1976), bekend van onder andere 42nd Street, breidde traditionele dansnummers uit met ideeën die hij had opgedaan als soldaat. Zo gebruikte hij experimentele beelden die als basis voor de dansers en zangers vormden. Ook Fred Astaire (1899-1987) was met zijn ritmische koppeling van beeld en geluid niet weg te denken uit de musicalwereld.
Tijdens het einde van de jaren 1940 tot in de jaren 1950 maakte de erg belangrijke producer Arthur Freed de overgang van de ouderwetse eentonige musicalfilms tot iets heel nieuw. Freed selecteerde zijn eigen acteurs en was er verantwoordelijk voor dat veel steracterus hun hoogtepunt beleefden. Enkele voorbeelden zijn The Wizard of Oz (1939), Meet Me in St. Louis (1944) en Singin' in the Rain (1952).
Sinds de jaren 1950 is de populariteit van filmmusicals gedaald. Als oorzaak wordt voornamelijk de opkomst van de rock-'n-roll gegeven, waarbij concertfilms, films met een bekende popgroep of zanger in de hoofdrol of met popmuziek als achtergrondmuziek veel meer succes hadden. Toch werden er nadien nog enkele beroemde musicals gemaakt, zij het doorgaans verfilmingen van al populaire theatermusicals, zoals bijvoorbeeld The Sound of Music (1965), Grease (1978) en A Chorus Line (1985). Toch duurde het tot de jaren 2000 voor de musicalfilm weer even een revival kende met nieuwe werken zoals Moulin Rouge! (2001), Chicago (2002) en The Phantom of the Opera (2004). En een groot aantal langspeelanimatiefilms zijn nog steeds musicals, onder meer de films van Disney.
In India is bijna de hele filmindustrie gestoeld op musicals, de zogenaamde Bollywoodfilms. Deze musicals zijn nog steeds enorm populair in Azië en hebben de afgelopen decennia ook bekendheid in de Westerse wereld verworven.